# Louis Boutan
Marie Louis-Auguste Boutan (n. 1859 la Versailles, Franța - d. 1934 în Tigzirt-sur-Mer, Algeria) a fost un biolog și scafandru francez.
Boutan a studiat biologia și istoria naturală la Universitatea din Paris.
În anul 1880 a participat cu delegația franceză la Expoziția Universală de la Melbourne, iar în 1884 studiază biologia marină la laboratorul Arago din Banyuls-sur-Mer.
Din dorința de a se documenta cât mai mult asupra lumii subacvatice, Boutan face primele scufundări în anul 1886 folosind un echipament greu de scufundare Rouquayrol-Denayrouze.
În anul 1891, a organizat o expediție științifică pentru a studia animalele marine din Marea Roșie în 1891.
Cercetările sale în fotografierea subacvatică au avut loc în cadrul Laboratorului Arago în Banylus-Sur-Mer între anii 1892 și 1900.
Ajutat de fratele său care era inginer, Boutan construiește o carcasă etanșă din lemn în care a fixat un aparat de fotografiat de tip Detektiv și face în anul 1893 primele fotografii subacvatice alb-negru. De asemenea, concepe diferite surse de ilumiat subacvatice și filtre pentru a îmbunătăți calitatea fotografiilor.
În anul 1900 publică lucrarea La Photographie sous-marine et les progrès de la photographie în care descrie experiența de scufundare și timpul petrecut la laboratorul Arago.
De la 1904 la 1908 a trăit în Indochina unde în timpul primului război mondial concepe diverse echipamente de scufundare.
Între anii 1921 și 1924 Boutan a fost inspector de pescuit la Tigzirt, în Algeria.